# Goudotina bicolor
Goudotina bicolor es una especie de insecto coleóptero de la familia Chrysomelidae.
Fue descrita científicamente en 1910 por Weise.